# روبرت إليوت (ممثل)
روبرت إليوت (بالإنجليزية: Robert Elliott)‏ مواليد 09 أكتوبر 1879 في كولومبوس، الولايات المتحدة - الوفاة 15 نوفمبر 1951 في لوس أنجلوس، هو ممثل أمريكي بدأ مسيرته الفنية سنة 1916. امتدت مسيرته الفنية لأكثر من 35 عاما. من أعماله ذهب مع الريح.

## روابط خارجية
- روبرت إليوت على موقع IMDb (الإنجليزية)
- روبرت إليوت على موقع قاعدة بيانات برودواي على الإنترنت (الإنجليزية)
- روبرت إليوت على موقع قاعدة بيانات الفيلم (الإنجليزية)